# Brzozowe Grądy
Brzozowe Grądy [pronunciación en polaco: /bʐɔˈzɔvɛ ˈɡrɔndɨ/] es un asentamiento en el distrito administrativo de Gmina Sztabin, dentro del Distrito de Augustów, Voivodato de Podlaquia, en el noreste de Polonia.